# Sartoria teatrale
La sartoria teatrale è quel particolare comparto specializzato dell'industria teatrale che si occupa di realizzare i costumi per uno spettacolo, basandosi sui disegni o le indicazioni del costumista. Alcuni teatri, soprattutto i più importanti, hanno una sartoria propria con una o più sarte.
La sartoria teatrale italiana più nota è stata la Sartoria Tirelli, fondata da Umberto Tirelli, che ha vestito dal dopoguerra in poi i protagonisti del teatro italiano.

## Competenze
Il sarto deve avere esperienza nella scelta dei materiali e delle stoffe da usare.